# Lingua kashmiri
La lingua kashmiri (o kâshmîrî, nome locale: کٲشُر, o कॉशुर / kạ̄šur o kŏśur) è una lingua dardica parlata in Kashmir, regione compresa tra India e  Pakistan. Al 2022, è parlata da 7,1 milioni di parlanti totali.

## Distribuzione geografica
Secondo l'edizione 2009 di Ethnologue, i locutori kashmiri erano 5,4 milioni in India nel 1993, stanziati negli stati e territori di Jammu e Kashmir, Punjab, Uttar Pradesh e a Delhi. Alcune centinaia di migliaia di locutori si trovano nel Pakistan settentrionale.

## Lingua ufficiale
Il kashmiri è una delle 22 lingue ufficialmente riconosciute dall'allegato VIII della Costituzione dell'India.

## Sistema di scrittura
Questa lingua viene scritta dalla maggioranza islamica di lingua kashmiri utilizzando il nasta'liq, un alfabeto arabo modificato: fra tutte le lingue che utilizzano alfabeti arabi, la variante kashmiri ha la particolarità di indicare effettivamente tutte le vocali (cosa in genere molto rara). La minoranza hindu che parla kashmiri usa invece l'alfabeto devanagari, cioè l'alfabeto oggi usato per trascrivere abitualmente sia l'hindī che il sanscrito.